# آیزاک رودمن
اسحاق پیس رودمن (۱۸ اوت ۱۸۲۲ – ۳۰ سپتامبر ۱۸۶۲) یک بانکدار ، سیاستمدار و نظامی اهل رود آیلند بود. وی یکی از فرماندهان ارتش اتحادیه در طول جنگ داخلی آمریکا بود. رودمن در ۱۷سپتامبر ۱۸۶۲ در طی نبرد آنتی تام فرمانده یک تیپ از ارتش اتحادیه را برعهده داشت که در طول نبرد بشدت زخمی و اندکی بعد جان سپرد. 